# Saint-Amans-des-Cots

Saint-Amans-des-Côts este o comună în departamentul Aveyron din sudul Franței. În 1 ianuarie 2022 avea o populație de 732 de locuitori.